# 凯旋门 (因斯布鲁克)

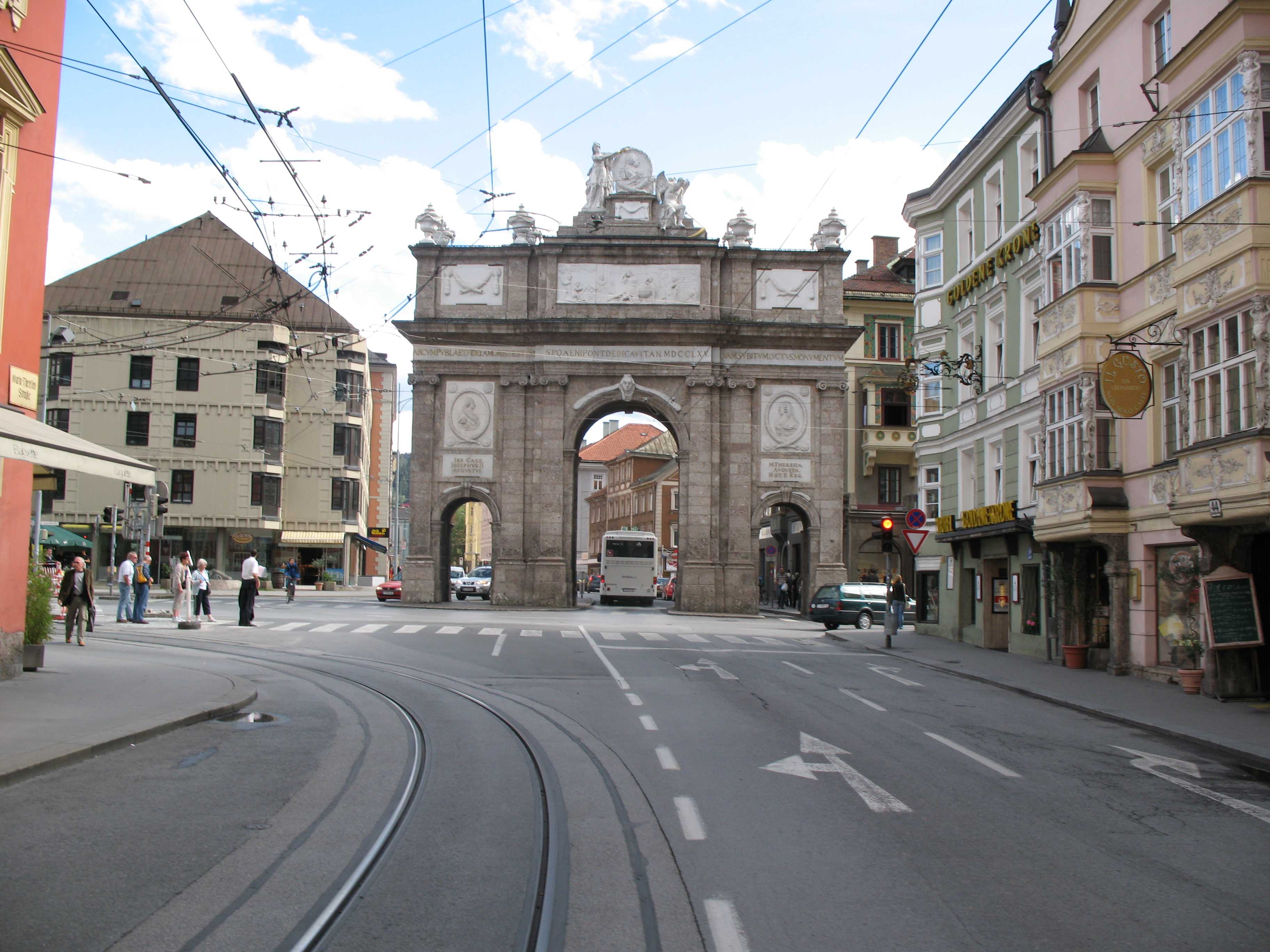
凯旋门 (因斯布鲁克) N

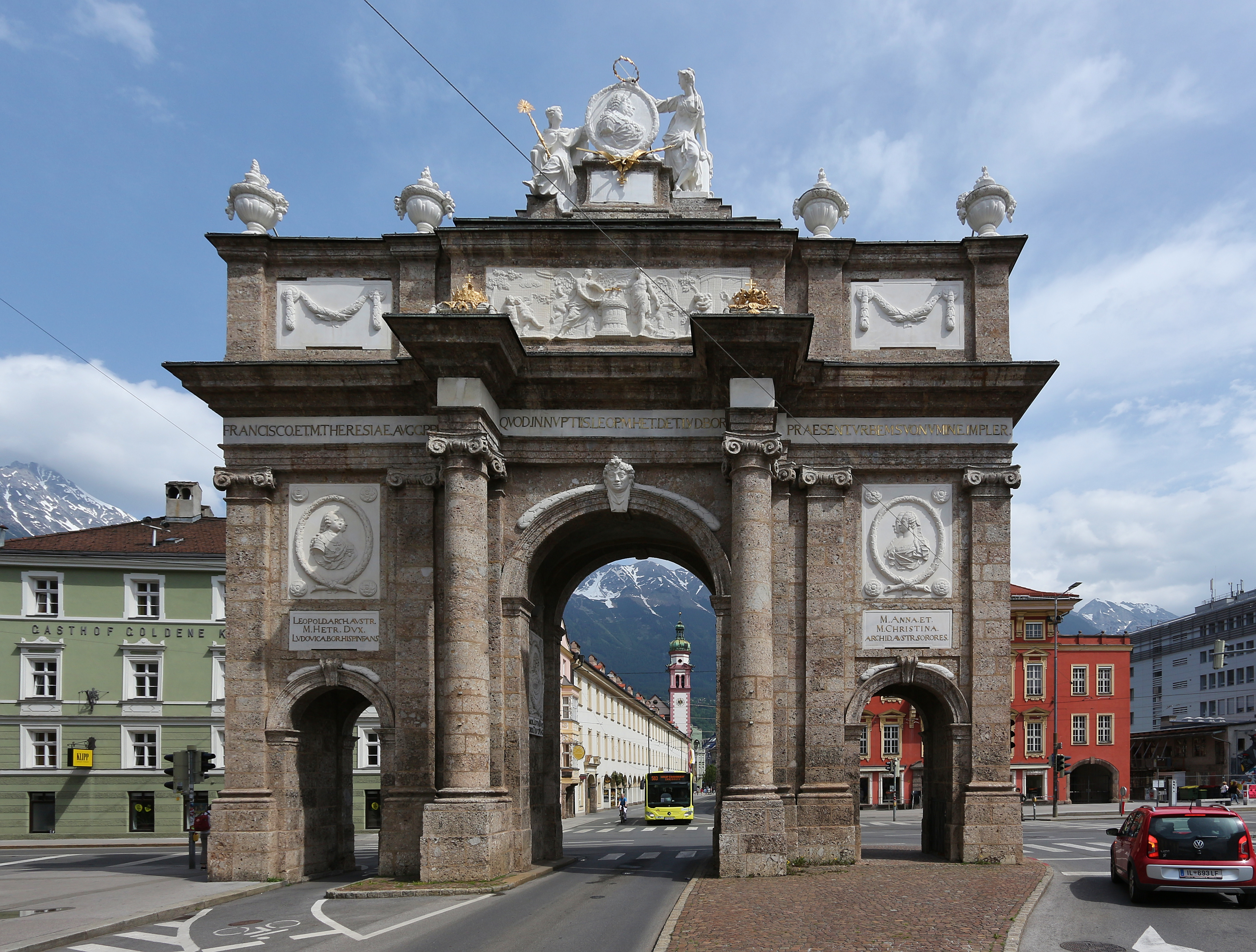

凯旋门（Triumphpforte）是奥地利因斯布鲁克的主要景点之一，位于玛丽亚·特蕾西亚大街的南端，过去是该城的最南端。
这个凯旋门兴建于1765年，是为了玛丽亚·特蕾西亚和弗朗茨一世的次子利奥波德二世，与西班牙公主玛利亚·路易萨的婚礼。由于弗朗茨一世在1765年8月18日意外死亡，凯旋门上也有悼念他的图案。凯旋门的南面是庆祝年轻夫妇婚姻的图案，而北侧是悼念皇帝死亡的图案。